# Бельфор

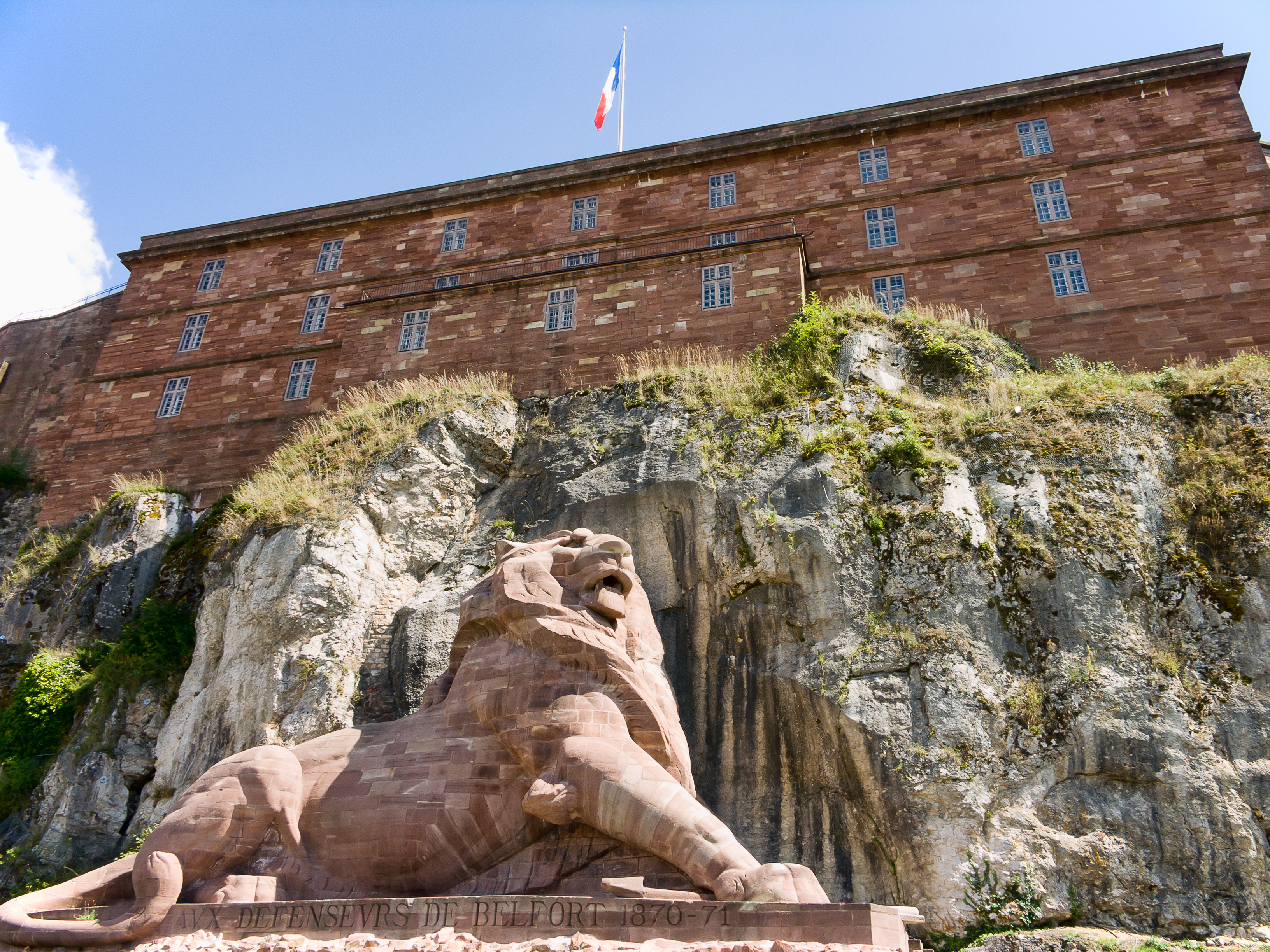

Бельфо́р (фр. Belfort) — місто та муніципалітет у Франції, у регіоні Бургундія-Франш-Конте, адміністративний центр департаменту Територія Бельфор. Населення — 45 155 осіб (01.01.2021).
Муніципалітет розташований на відстані близько 360 км на схід від Парижа, 80 км на північний схід від Безансона.
У Бельфорі розташований Форт Роппе.

## Історія
У 1956-2015 роках муніципалітет перебував у складі регіону Франш-Конте. Від 1 січня 2016 року належить до нового об'єднаного регіону Бургундія-Франш-Конте.

## Демографія
Динаміка населення (Cassini і INSEE ):
Розподіл населення за віком та статтю (2006):

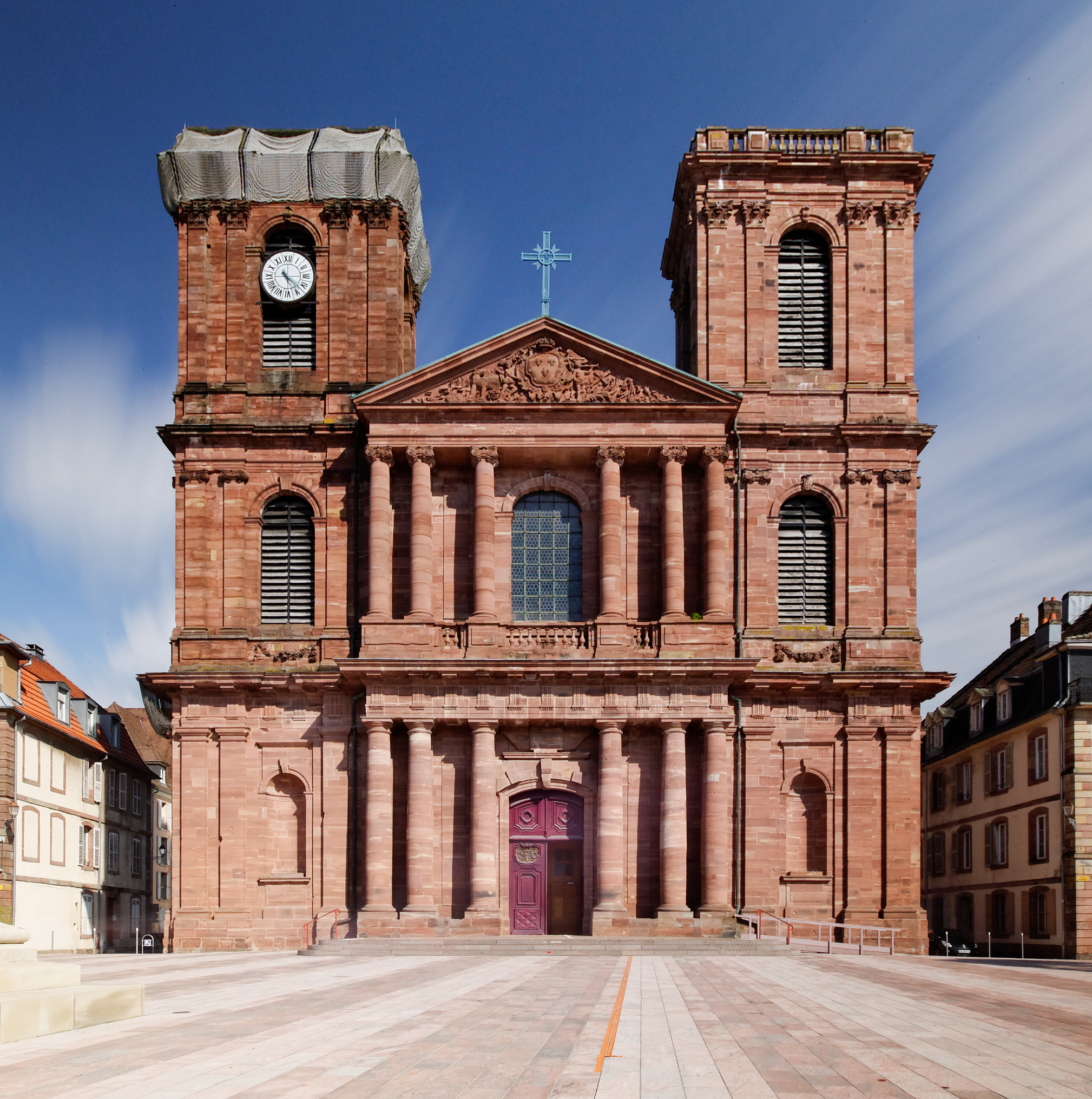
Собор святого Христофора (Бельфор)

| Стать | Всього | До 15 років | 15-24 | 25-44 | 45-64 | 65-85 | Понад 85 |
| --- | ------ | ----------- | ----- | ----- | ----- | ----- | -------- |
| Чоловіки | 25 587 | 4513        | 5082  | 7706  | 5447  | 2597  | 242      |
| Жінки | 25 275 | 4221        | 3786  | 6720  | 5826  | 4069  | 653      |
| \| Статево-вікова піраміда \| Статево-вікова піраміда \| Статево-вікова піраміда \| \| ----------------------- \| ----------------------- \| ----------------------- \| \| Чоловіки \| Вік \| Жінки \| \| 242 \| 85 + \| 653 \| \| 472 \| 80-84 \| 937 \| \| 622 \| 75-79 \| 1060 \| \| 726 \| 70-74 \| 1100 \| \| 777 \| 65-69 \| 972 \| \| 994 \| 60-64 \| 1064 \| \| 1554 \| 55-59 \| 1476 \| \| 1427 \| 50-54 \| 1753 \| \| 1472 \| 45-49 \| 1533 \| \| 1497 \| 40-44 \| 1488 \| \| 1875 \| 35-39 \| 1524 \| \| 2032 \| 30-34 \| 1687 \| \| 2302 \| 25-29 \| 2021 \| \| 3156 \| 20-24 \| 2151 \| \| 1926 \| 15-20 \| 1635 \| \| 1304 \| 10-14 \| 1385 \| \| 1460 \| 5-9 \| 1255 \| \| 1749 \| 0-4 \| 1581 \| |        |             |       |       |       |       |          |
| Статево-вікова піраміда |        |             |       |       |       |       |          |
| Чоловіки | Вік    | Жінки       |       |       |       |       |          |
| 242 | 85 +   | 653         |       |       |       |       |          |
| 472 | 80-84  | 937         |       |       |       |       |          |
| 622 | 75-79  | 1060        |       |       |       |       |          |
| 726 | 70-74  | 1100        |       |       |       |       |          |
| 777 | 65-69  | 972         |       |       |       |       |          |
| 994 | 60-64  | 1064        |       |       |       |       |          |
| 1554 | 55-59  | 1476        |       |       |       |       |          |
| 1427 | 50-54  | 1753        |       |       |       |       |          |
| 1472 | 45-49  | 1533        |       |       |       |       |          |
| 1497 | 40-44  | 1488        |       |       |       |       |          |
| 1875 | 35-39  | 1524        |       |       |       |       |          |
| 2032 | 30-34  | 1687        |       |       |       |       |          |
| 2302 | 25-29  | 2021        |       |       |       |       |          |
| 3156 | 20-24  | 2151        |       |       |       |       |          |
| 1926 | 15-20  | 1635        |       |       |       |       |          |
| 1304 | 10-14  | 1385        |       |       |       |       |          |
| 1460 | 5-9    | 1255        |       |       |       |       |          |
| 1749 | 0-4    | 1581        |       |       |       |       |          |

## Економіка
2010 року серед 33 870 осіб працездатного віку (15—64 років) 22 858 були активними, 11 012 — неактивними (показник активності 67,5%, у 1999 році було 67,8%). З 22 858 активних мешканців працювало 18 680 осіб (10 652 чоловіки та 8028 жінок), безробітними було 4178 (2146 чоловіків та 2032 жінки). Серед 11 012 неактивних 4737 осіб було учнями чи студентами, 2283 — пенсіонерами, 3992 були неактивними з інших причин.

У 2010 році в муніципалітеті числилось 21364 оподатковані домогосподарства, у яких проживали 44134,0 особи, медіана доходів виносила 15 603 євро на одного особоспоживача

## Персоналії
- Жерар Грізе (1946–1998) — французький композитор.
- Тахар Рахім (1981) — французький актор алжирського походження, лауреат кінопремії «Сезар» за найкращий дебют та найкращу чоловічу роль.
- Аморі Лево (1985) — французький плавець, олімпійський чемпіон.